# Сети I
Сети I (или Сетос I на грчком) је био други фараон Деветнаесте египатске династије током периода Новог краљевства, који је владао од око 1294. или 1290. п. н. е. до 1279. п. н. е. Он је био је син Рамзеса I и Ситре, и отац Рамзеса II.
Сети је још за време живота свог оца Рамзеса био постављен за команданта тврђаве Силе. За собом је оставио велики број храмова. Због изградње тих храмова је отворио неке од старих каменолома од којих су били најбитнији они на Синају. Такође, покренуо је војну експедицију у Нубију ради заробљеника који би послужили као јефтина радна снага. Међу значајним храмовима које је обновио био је храм Сета у Аварису и храм Озириса у Абидосу за чију је изградњу узиман материјал из Источних планина.
У првој години владавине предузео је поход мањег обима у Палестину против Шасуа. То је покренуло његове амбиције даље ка северу где је успе да освоји Кадеш. То освајање Кадеша је касније изазвало рат са Хетитима. Такође био је први владар који се суочио са упадима либијских племена на северној граници царства.

## Сахрана
Сетијеву добро очувану гробницу (KV17) пронашао је 1817. Ђовани Батиста Белзони, у Долини краљева; показало се да је најдужа са 136 m (446 ft) и најдубља од свих краљевских гробница Новог Краљевства. То је такође била прва гробница са украсима (укључујући Књигу о небеској крави) на сваком пролазу и одаји са веома рафинираним барељефима и живописним сликама – чији су фрагменти, укључујући велики стуб који приказује Сетија I са богињом Хатор, може се видети у Националном археолошком музеју у Фиренци. Овај декоративни стил поставио је преседан који је у потпуности или делимично праћен у гробницама каснијих краљева Новог краљевства. Саму Сетијеву мумију открио је Емил Бругш 6. јуна 1881. године у кешу мумија (гробница DB320) у Деир ел-Бахрију, и од тада се чува у Египатском музеју у Каиру.
Његов огромни саркофаг, изрезбарен у једном комаду и замршено украшен на свакој површини (укључујући богињу Нут на унутрашњој основи), налази се у Музеју сер Џона Соуна. Соун ју је купио за изложбу у својој отвореној колекцији 1824. године, када је Британски музеј одбио да плати тражених 2.000 фунти. По приспећу у музеј, алабастар је био чисто бео и уметнут плавим бакар-сулфатом. Године лондонске климе и загађења затамниле су алабастер у тамноцрвену боју, а апсорбована влага је проузроковала да хигроскопни материјал за уметање испадне и потпуно нестане. Мали акварел у близини бележи изглед какав је био.
Гробница је такође имала улаз у тајни тунел скривен иза саркофага, за који је Белзонијев тим проценио да је дугачак 100 m (330 ft). Међутим, тунел је истински ископан тек 1961. године, када је тим предвођен шеиком Али Абдел-Расулом почео да копа у нади да ће открити тајну погребну комору у којој се налазе скривена блага. Тим није успео да испрати првобитни пролаз у својим ископавањима и морао је да обустави због нестабилности у тунелу; даљи проблеми са дозволама и финансијама су на крају окончали снове шеика Алија о благу, иако су они барем успели да утврде да је пролаз био преко 30 m (98 ft) дужи од првобитне процене. У јуну 2010. године, тим из египатског Министарства за антиквитете на челу са др Захи Хавасом завршио је ископавање тунела, које је поново почело након открића пролаза наниже 2007. године, који почиње отприлике 136 m (446 ft) у претходно ископаном тунелу. тунел. Након што су открили два одвојена степеништа, открили су да је тунел био дугачак укупно 174 m (571 ft); нажалост, чинило се да је последњи корак напуштен пре завршетка и није пронађена тајна погребна комора.

### Мумија
Из прегледа Сетијеве изузетно добро очуване мумије, чини се да је Сети I имао мање од четрдесет година када је неочекивано умро. Ово је у потпуној супротности са ситуацијом са Хоремхебом, Рамзесом I и Рамзесом II који су сви доживели поодмакло доба. Разлози његове релативно ране смрти су неизвесни, али нема доказа о насиљу на његовој мумији. Његова мумија је пронађена обезглављена, али су то вероватно после његове смрти изазвали пљачкаши гробница. Амунски свештеник пажљиво је причврстио главу уз тело помоћу ланених тканина. Претпоставља се да је умро од болести која га је погађала годинама, вероватно повезане са његовим срцем. Тај орган је пронађен постављен у десном делу тела, док је уобичајена пракса дана била да се стави у леви део током процеса мумификације. Мишљења се разликују да ли је ово била грешка или покушај да Сетијево срце боље ради у загробном животу. Мумија Сетија I је висока око 1,7 метара (5 стопа 7 инча).
Џејмс Харис и Едвард Ф. Венте су 1980. године спровели серију рендгенских прегледа лобање и скелетних остатака фараона Новог Краљевства, који су укључивали мумифициране остатке Сетија I. Анализа је генерално открила снажне сличности између владара Новог Краљевства 19. династије и 20. династије са мезолитским нубијским узорцима. Аутори су такође приметили сродство са савременим медитеранским популацијама левантинског порекла. Харис и Венте су сугерисали да је ово представљало мешавину пошто су Рамесиди били северног порекла.
У априлу 2021. његова мумија је премештена из Музеја египатских антиквитета у Национални музеј египатске цивилизације заједно са мумијама 17 других краљева и 4 краљице у догађају названом Златна парада фараона.

## Наводно корегентство са Рамзесом II
Након око 9. године своје владавине, Сети је именовао свог сина Рамзеса II за престолонаследника и свог изабраног наследника, али су докази о корегентству између два краља вероватно илузорни. Питер Ј. Бранд наглашава у својој тези да је рељефне украсе на различитим храмовима у Карнаку, Курни и Абидосу, који повезују Рамзеса II са Сетијем I, заправо исклесао сам Рамзес II након Сетијеве смрти и да се стога не могу користити као изворни материјал за подршку корегенције између два монарха. Поред тога, покојни Вилијам Мурнан, који је први подржао теорију о корегенцији између Сетија I и Рамзеса II, је касније ревидирао своје виђење предложене корегенције и одбацио идеју да је Рамзес II почео да рачуна године властите владавине док је Сети I још био жив. Коначно, Кенет Кичен одбацује термин корегенцијe да би описао однос између Сетија I и Рамзеса II; он описује најранију фазу каријере Рамзеса II као „принca регентa“ где је млади Рамзес уживао у свом сјају краљевске породице, укључујући коришћење краљевске титуле и харема, али није рачунао године владавине све до смрти његовог оца. То је због чињенице да су докази о корегентству између два краља нејасни и веома двосмислени. Два важна натписа из прве деценије Рамзесове владавине, Абидошки посветни натпис и Кубанска стела Рамзеса II, доследно дају последње титуле повезане само са титулама престолонаследника, наиме „краљев најстарији син и наследни принц“ или „дете-наследник“ престола „уз неке војне титуле.“